# Paris in Film, Oper und Literatur
Die französische Hauptstadt Paris spielt eine bedeutende Rolle im kulturellen Leben Frankreichs und eine Vielzahl von Filmen, Opern und Werken der Literatur haben als Thema das Leben in dieser Stadt.

## Film

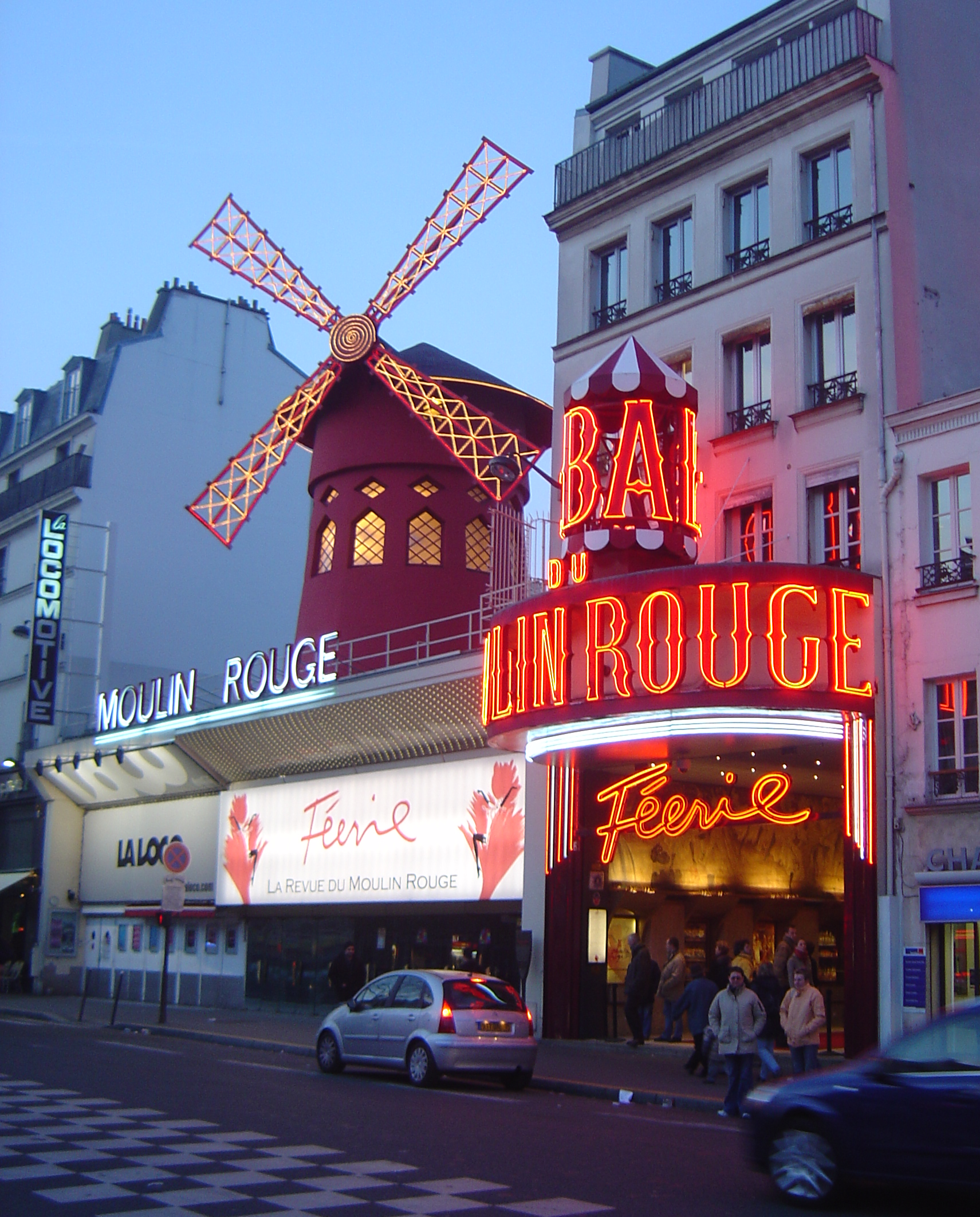
Moulin Rouge

1938. Der Film Hôtel du Nord von Marcel Carné nach dem gleichnamigen Roman von Eugène Dabit spielt im Hotel dieses Namens am Canal Saint-Martin. Obwohl der überwiegende Teil der Szenen nicht am Originalschauplatz, sondern im Studio gedreht wurde, fängt der Film überzeugend die Atmosphäre des Paris am Ende der 1930er Jahre ein.
1957. Ein süßer Fratz (Funny Face) ist ein US-amerikanisches Filmmusical von Stanley Donen, in dem Audrey Hepburn, Fred Astaire und Kay Thompson „Bonjour Paree“ singen – auf den Champs-Élysées mit dem Arc de Triomphe im Hintergrund, vor zahlreichen weiteren Sehenswürdigkeiten der Stadt und schließlich auf der ersten Etage des Eiffelturms.
1960. In Außer Atem (À bout de souffle) von Jean-Luc Godard schlägt sich Michel (Jean-Paul Belmondo) mit kleinen Gaunereien durchs Leben. Nachdem er bei seiner Flucht aus Marseille nach Paris einen Polizisten erschossen hat, wird nach ihm gefahndet. Er findet Unterschlupf bei der US-amerikanischen Studentin Patricia (Jean Seberg), die ihn schließlich an die Polizei verrät. Drehorte waren u. a. ein kleines Hotel am Quai Saint-Michel, die Niederlassung der New York Herald Tribune in der Rue de Berri, nahe den Champs-Élysées, sowie – für die Schlussszenen – die Rue Campagne-Première im Stadtteil Montparnasse.
1960. Zazie (Zazie dans le métro) ist Louis Malles Verfilmung des gleichnamigen Romans von Raymond Queneau. Die 10-jährige Zazie ist zu Besuch in Paris. Ihr sehnlichster Wunsch ist es, mit der Métro zu fahren, aber die Métro wird gerade bestreikt, und so sieht sie viel von Paris – wieder spielt der Eiffelturm eine wichtige Rolle – nur nicht die Métro.
1965. Paris gesehen von... (Paris vu par...) ist ein Omnibusfilm von sechs Regisseuren der Nouvelle Vague (Jean Douchet,  Jean Rouch,  Jean-Daniel Pollet,  Éric Rohmer,  Jean-Luc Godard und Claude Chabrol), in dem jede Episode in einem anderen Pariser Stadtteil spielt.
1966. Brennt Paris? (Paris brûle-t-il?) ist ein nach dem gleichnamigen Buch von Dominique Lapierre und Larry Collins entstandener, von René Clément realisierter Kriegsfilm, der Geschehnisse rund um die Befreiung von Paris aus der deutschen Besetzung Frankreichs im Zweiten Weltkrieg behandelt.
1967. Der eiskalte Engel (Le Samouraï) ist ein Gangsterfilm von Jean-Pierre Melville, in dem Alain Delon die Hauptrolle des Auftragskillers Jef Costello spielt. Einer der Höhepunkte des Films ist eine lange Sequenz, in der Costello in der Pariser Métro von Linie zu Linie, von Station zu Station von wechselnden, in zivil gekleideten Polizisten verfolgt wird. Er entkommt seiner letzten Verfolgerin durch den Sprung von einem Fahrsteig der Station Châtelet.
1972. In Der letzte Tango in Paris (Ultimo tango a Parigi) von Bernardo Bertolucci treffen sich Marlon Brando und Maria Schneider zufällig bei einer Besichtigung eines leerstehenden Appartements in der Rue de l’Alboni (im Film trägt sie den Namen „Rue Jules Verne“) mit Aussicht auf die Métrostation Passy und die Bir-Hakeim-Brücke und fangen eine zerstörerische Affäre an.
1980. Der Film Die letzte Metro (Le Dernier Métro) von François Truffaut spielt im Paris des Jahres 1942 während der deutschen Besetzung. Das – fiktive – Théâtre Montmartre kämpft, unter der Leitung seiner Prinzipalin Marion Steiner (Catherine Deneuve), ums Überleben. – Die im Zuschauersaal und auf der Bühne spielenden Szenen wurden im Pariser Théâtre Saint-Georges gedreht, ansonsten fanden die Dreharbeiten  mit Ausnahme weniger Szenen, z. B. einer in der Kirche Notre-Dame-des-Victoires spielenden, in einem leerstehenden, zum Filmstudio umgebauten Fabrikgebäude statt.
1981. Im Film Diva von Jean-Jacques Beineix nimmt ein Postbote heimlich ein Konzert seiner Lieblingssängerin auf. Bei einem Zusammenstoß mit einer Frau am nächsten Tag gerät er in den Besitz eines belastenden Beweisstücks und wird daraufhin von Gangstern verfolgt. Der Film spielt u. a. an Orten wie dem Théâtre des Bouffes du Nord, dem Gare Saint-Lazare, der Rue de Rivoli und der Metrostation Concorde.
1985. In Subway von Luc Besson wurden mehrere Szenen mit Christopher Lambert und Isabelle Adjani in den RER-Stationen „La Défense“ und „Les Halles“ gedreht.
1988. Im Film Frantic von Roman Polanski sucht der US-amerikanische Tourist Richard Walker (Harrison Ford) quer durch Paris nach seiner aus dem Hotelzimmer heraus entführten Frau. Ort des Showdowns ist die Umgebung der Freiheitsstatue auf der Île aux Cygnes.
1995. Hass (La Haine) von Mathieu Kassovitz wurde überwiegend in Chanteloup-les-Vignes, einem Vorort von Paris gedreht. In der dortigen Galerie „Gilbert Brownstone“ trifft sich regelmäßig die künstlerische Szene von Paris.

### Weitere wichtige Filme, die in Paris spielen
Chronologische Auflistung:
- So ist Paris (So This Is Paris) von Ernst Lubitsch
- Hallo Hallo! Hier spricht Berlin! (Allô Berlin? Ici Paris! , 1932) von Julien Duvivier
- Kinder des Olymp (Les enfants du paradis, 1943/45) von Marcel Carné
- Der Frauenmörder von Paris (Landru, 1962) von Claude Chabrol
- Das Mädchen Irma la Douce (Irma la Douce, 1963) von Billy Wilder
- Lucie und der Angler von Paris (DEFA, 1963), von Kurt Jung-Alsen
- Charade (1963)  von Stanley Donen
- Der Schakal (The Jackal 1973) von Fred Zinnemann
- La Boum (1980) und La Boum 2 (1982) von Claude Pinoteau
- Die Kameliendame (La Dame aux camélias, 1981) von Mauro Bolognini
- Die Liebenden von Pont-Neuf (Les Amants du Pont-Neuf, 1991) von Leos Carax
- Bitter Moon (1992) von Roman Polański
- Forget Paris (1995) von Billy Crystal
- Rendezvous in Paris von Éric Rohmer
- 9 1/2 Wochen in Paris (Love in Paris, 1997) von Anne Goursaud
- American Werwolf in Paris (An American Werewolf in Paris, 1998) von Anthony Waller
- Ronin (1998) von John Frankenheimer
- Taxi Taxi (2000) von Gérard Krawczyk
- Die fabelhafte Welt der Amélie (Le Fabuleux Destin d’Amélie Poulain, 2001) von Jean-Pierre Jeunet
- Moulin Rouge (2001) von Baz Luhrmann
- Die Träumer (The Dreamers, 2003) von Bernardo Bertolucci
- Before Sunset (2004) von Richard Linklater
- Caché (2005) von Michael Haneke
- Paris, je t’aime (2006) Episodenfilm über die Pariser Arrondissements
- The Da Vinci Code – Sakrileg (2006)
- 2 Tage Paris (2007) von Julie Delpy
- Rush Hour 3 (2007) von Brett Ratner
- Ratatouille (2007) Computeranimationsfilm von Brad Bird und Jan Pinkava
- So ist Paris (2008) von Cédric Klapisch
- Midnight in Paris (2011) von Woody Allen
- Ziemlich beste Freunde (Les Intouchables, 2011) von Olivier Nakache und Éric Toledano
- Liebe (Amour, 2012) von Michael Haneke

### Dokumentarfilme (Auswahl)
1996. Greta Schiller: Paris was a Woman – das Zusammentreffen berühmter Künstlerinnen im Paris der 1920er und 1930er Jahre.
2020. Ulrike Ottinger: Paris Calligrammes – Erfahrungen und Erlebnisse, die für Ottinger in ihren Pariser Jahren 1962–1969 wichtig waren und sie prägten.

## Oper
- Daniel-François-Esprit Auber: Le maçon (1825)
- Gustave Charpentier: Louise (1900)
- Rolf Liebermann: Leonore 40/45 (1952)
- Jules Massenet: Manon (1884)
- Giacomo Meyerbeer: Les Huguenots (1836)
- Giacomo Meyerbeer: Robert le diable (1831)
- Jacques Offenbach: Mesdames de la Halle (1858)
- Jacques Offenbach: Pariser Leben (1866)
- Francis Poulenc: Dialogues des Carmélites (1956)
- Giacomo Puccini: La Bohème (1896)
- Giacomo Puccini: La rondine (1917)
- Gaspare Spontini: Julie, ou Le pot de fleurs (1805)
- Giuseppe Verdi: La traviata (1853)